# László Helyey
Dans le nom hongrois Helyey László, le nom de famille précède le prénom, mais cet article utilise l’ordre habituel en français László Helyey, où le prénom précède le nom.
László Helyey (né le 21 mai 1948 à Újpest – mort le 3 janvier 2014 à Budapest) est un acteur hongrois, également acteur de doublage.

## Biographie
László Helyey est diplômé de l'École supérieure d'art dramatique et cinématographique (Színház- és Filmművészeti Főiskola) de Budapest en 1975.

## Filmographie
- 1993 : Nous ne mourrons jamais (Sose halunk meg) de Róbert Koltai